# حصار مكة (692)
حِصَار مكَّة المُكَرَّمَة الثَّانِي بعد حِصَار مَكَّة الأوَّل. وهو حصار وَقَعَ في نهاية الفتنة الثَّانية عام 692، عِندما حَاصَرَت قوَّات الخليفة الأُموي عبد الملك بن مروان مُنافِسهُ، الخليفة عبد الله بن الزبير في مركز سلطتهِ، مدينة مكَّة المُكرَّمة الإِسْلاميَّة.
بَعْدَ وَفَاةِ الخَليفة يَزيد عام 683، كان ابن الزبير قد اعترف بالخلافة في معظم مُحافظات الخلافة، بينما كان الأمويون، الذين حكموا الخلافة منذ نهاية الحرب الأهلية الإسلامية الأولى، محصورين في معقلهم سوريا. هُناك، انتخبت القبائل المؤيِّدة للأمويين مروان بن الحكم في عام 684 خليفة. بعد وفاته في عام 685، تولَّى ابنهُ وخلفهُ عبد الملك مهمة إعادة تأكيد السلطة الأموية عبر الخلافة. بعد هزيمة أعدائه في سوريا والعراق، أرسل قائده حجاج بن يوسف إلى مكة لهزيمة ابن الزبير. لتجنب سفك الدماء في الحرم، أمر حجاج بمحاصرة المدينة وتجويع ابن الزبير. بدأ الحصار في مارس 692 واستمر لمدة ستة إلى سبعة أشهر. قُصِفَت المدينة بالمقلاع وقطعت الإمدادات، مِمَّا أدَّى إلى هجر أتباع ابن الزبير على نطاق واسع. قُتل مع أنصاره القلائل المتبقين في أكتوبر 692. أدى الحصار إلى إنهاء الحرب الأهلية التي دامت عقدًا من الزمن وتوحيد الخلافة في عهد عبد الملك. أُعيد بناء الكعبة، التي تضررت جراء القصف، وفقًا لخطتها الأصلية من عهد النبي محمَّد ﷺ.

## خلفيّة
مع وفاة الخليفة الأموي، معاوية بن أبي سفيان، في أبريل 680، اندلعت الحرب الأهلية الإسلامية الثانية، عندما ثار القادة المسلمون البارزون عبد الله بن الزبير وحسين بن علي، وشعب المدينة المنورة ضد الخليفة الجديد. يزيد آنذاك، على الرغم من أن حسين وأهالي المدينة قد هُزِموا في معركة كربلاء في أكتوبر 680، ومعركة الحارة في أغسطس 683، واصل ابن الزبير معارضته لـ يزيد من حرم مكة، المدينة الإسلامية المقدسة. حاصرت قوات يزيد مكة في سبتمبر عام 683 وقصفت المدينة بالمقاليع.
اشتعلت النار في الكعبة خلال الحصار، مما أدى إلى تقسيم الحجر الأسود المقدس إلى ثلاث قطع.
توفي يزيد في نوفمبر من ذلك العام، وأدى وصول هذه الأخبار إلى إجبار الحصين بن نمير السكوني، قائد الجيش المحاصر، على الانسحاب لأنه لم يكن يعرف من كان يقاتل من أجله. عرض على ابن الزبير ولاءه بشرط أن ينتقل إلى سوريا، مقر الخلافة الأموية، لكن ابن الزبير رفض وترك ابن نمير مع قواته. خلف يزيد ابنه يزيد الذي اقتصرت سلطته على أجزاء من سوريا.
بعد انسحاب بن نمير، غادر ابن الزبير الحجاز المنطقة الغربية من شبه الجزيرة العربية، حيث تقع مدينتي مكة المكرمة والمدينة المنورة. أعلن نفسه الخليفة واعترف به في معظم المحافظات. أرسل حكامه إلى مصر والكوفة والبصرة والموصل. كانت العديد من المناطق السورية تحت سيطرة حلفائه. توفي معاوية بن يزيد بعد بضعة أشهر ونقلت السلطة من قبل نبلاء القبائل السوريين الأمويين إلى مروان بن الحكم. هزم قبائل سوريا المؤيدة للزبير في معركة مرج رايت في أغسطس 684 واستعاد مصر من حاكم ابن الزبير بعد فترة وجيزة. خَسِرَ ابن الزبير الكثير من المُواجهات في العراق لصالح مؤيدي المختار الثقفي. في حين أن الخوارج، الذين تحالف معهم ابن الزبير خلال الحصار السابق، أدانوه بعد أن ادعى الخلافة وبدأ تقويضه. على الرغم من تمكن شقيقه مصعب من استعادة العراق من مختار، إلا أن المتمردين الخوارج استولوا على أجزاء كبيرة من بلاد فارس والجزيرة العربية. توفي مروان في أبريل 685 وأصبح ابنه عبد الملك خليفة وخلفه في استعادة السلطة الأموية. بعد قمع الاضطرابات الداخلية، غزا عبد الملك العراق وقتل مصعب في معركة مسكين في أكتوبر 691. ونتيجة لذلك، فقد ابن الزبير السيطرة على معظم أراضيه في الحجاز. حتى هناك، فقد المدينة المنورة لملا عبد الملك طارق بن عمرو، الذي هزم في وقت سابق جيش الزبير على يد قوامه 2000 جندي وسيطر على المدينة.